# Manfreda parva
Manfreda parva är en sparrisväxtart som beskrevs av Aarón Rodr. Manfreda parva ingår i släktet Manfreda och familjen sparrisväxter. Inga underarter finns listade i Catalogue of Life.